# Saint-Barthélemy-de-Séchilienne
Saint-Barthélemy-de-Séchilienne là một xã của tỉnh Isère, thuộc vùng Rhône-Alpes, đông nam nước Pháp.